# 戴维·安德森 (篮球运动员)
大衛·安德森（英語：David Andersen，1980年6月23日—），澳大利亚职业篮球运动员。他在2002年的NBA选秀中第2轮第37顺位被亚特兰大老鹰选中。他也代表澳大利亚国家队参加国际赛事。